# Chaussée-Notre-Dame
Chaussée-Notre-Dame is een dorp in de Belgische provincie Henegouwen. Het ligt in Chaussée-Notre-Dame-Louvignies, een deelgemeente van Zinnik.

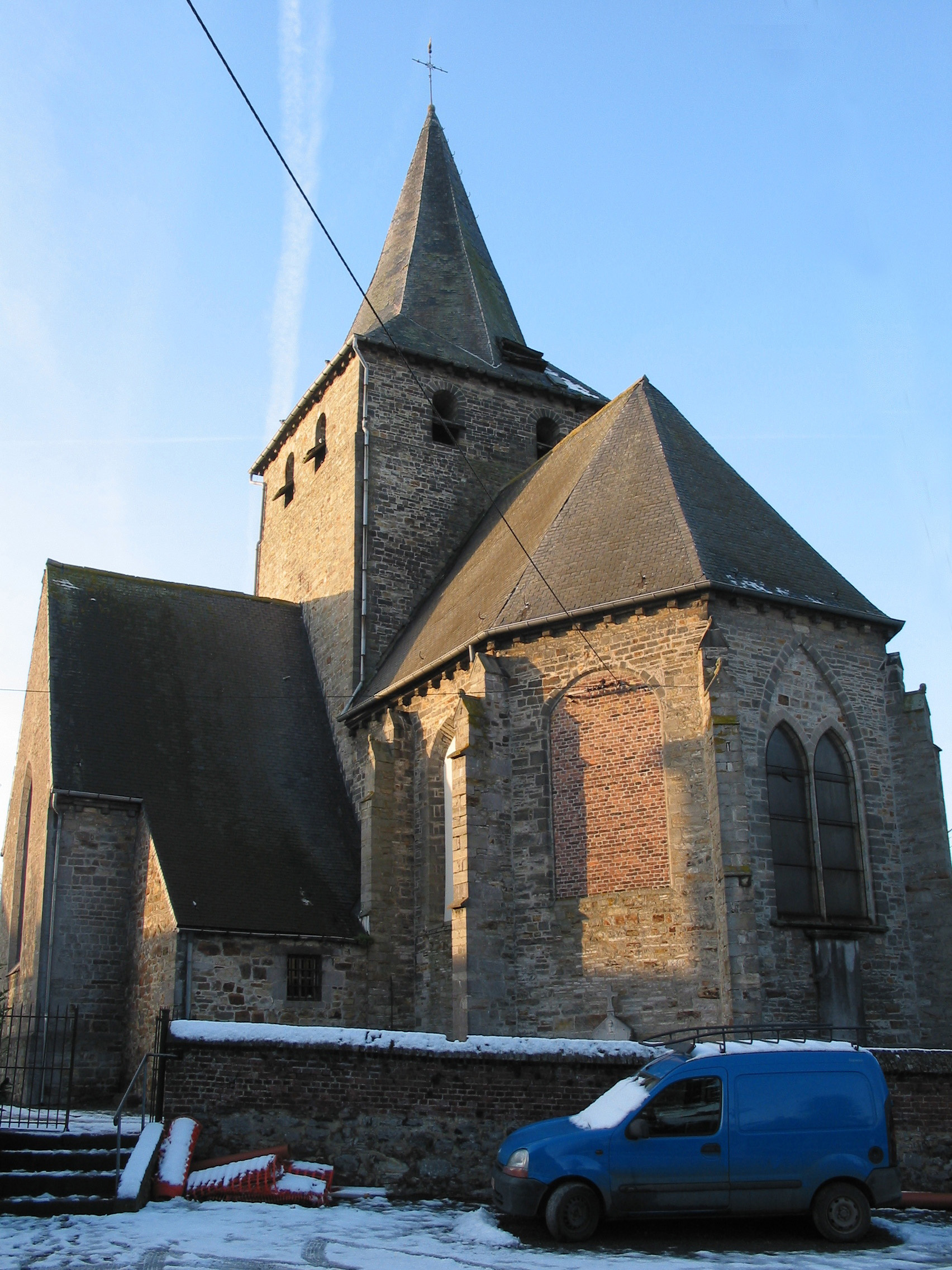
Église Sainte-Vierge

## Geschiedenis
De plaats is genoemd naar de Romeinse heerweg waar ze lag langs ligt, de steenweg (chaussée) van Bavay naar Asse. Op de Ferrariskaart uit de jaren 1770 is de plaats weergegeven als het dorp Chaussée N.D.
Op het eind van het ancien régime werd Chaussée-Notre-Dame een gemeente, maar deze werd in 1805 alweer opgeheven en samengevoegd met de gemeente Louvignies, dat een kilometer ten zuidwesten ligt, in de nieuwe gemeente Chaussée-Notre-Dame-Louvignies.

## Bezienswaardigheden
- De Onze-Lieve-Vrouwekerk (Église Sainte-Vierge) is een gotisch kerkgebouw met een toren, stammend uit de 13e eeuw en gebouwd in lokaal gewonnen zandsteenblokken.

## Natuur en landschap
Chaussée-Notre-Dame ligt aan de Chaussée Brunehaut op een hoogte van 85 meter aan de kerk.

## Nabijgelegen kernen
Louvignies, Neufvilles, Horrues, Graty, Zinnik
Deelgemeenten: Casteau · Chaussée-Notre-Dame-Louvignies · Horrues · Naast · Neufvilles · Thieusies · Zinnik

Overige dorpen en gehuchten: Chaussée-Notre-Dame · La Gage · Louvignies

Belgische gemeenten · Arrondissement Zinnik · Henegouwen · Wallonië